# AlphaTauri AT02
O AlphaTauri AT02 é o modelo de carro de Fórmula 1 projetado e desenvolvido pela Scuderia AlphaTauri para a disputa do Campeonato Mundial de Fórmula 1 de 2021, está sendo pilotado por Pierre Gasly e Yuki Tsunoda. O AT02 foi lançado em 19 de fevereiro de 2021 e sua estreia ocorreu no Grande Prêmio do Barém, a primeira etapa da temporada.
Devido ao impacto da pandemia de COVID-19, os regulamentos técnicos que estavam planejados para serem introduzidos em 2021 foram adiados para 2022. Com isso, sob um acordo entre as equipes e a FIA, os carros com especificações de 2020 — incluindo o AlphaTauri AT01 — tiveram sua vida útil estendida para competir em 2021, com a AlphaTauri produzindo um chassi atualizado denominado "AlphaTauri AT02".